# Paul Bitok
Paul Bitok (Kenia, 26 de junio de 1970) es un atleta keniano retirado, especializado en la prueba de 5000 m en la que llegó a ser subcampeón olímpico en 1992 y 1996.

## Carrera deportiva
En los JJ. OO. de Barcelona 1992 ganó la medalla de plata en los 5000 metros, tras el alemán Dieter Baumann y por delante del etíope Fita Bayisa.
Cuatro años después, en los JJ. OO. de Atlanta 1996 volvió a ganar la plata en la misma prueba, tras el burundés Vénuste Niyongabo y llegando antes que el marroquí Khalid Boulami (bronce).